# Stöckte
Stöckte (Plattdeutsch Stöckt) ist ein Ortsteil von Winsen (Luhe) im Landkreis Harburg in Niedersachsen. Das Dorf mit 1.904 Einwohnern (Stand: 31. Dezember 2017; 2013: 1.868) liegt nördlich der Stadt Winsen (Luhe) und südöstlich von Hamburg am Zusammenfluss von Luhe und Ilmenau.

## Geschichte

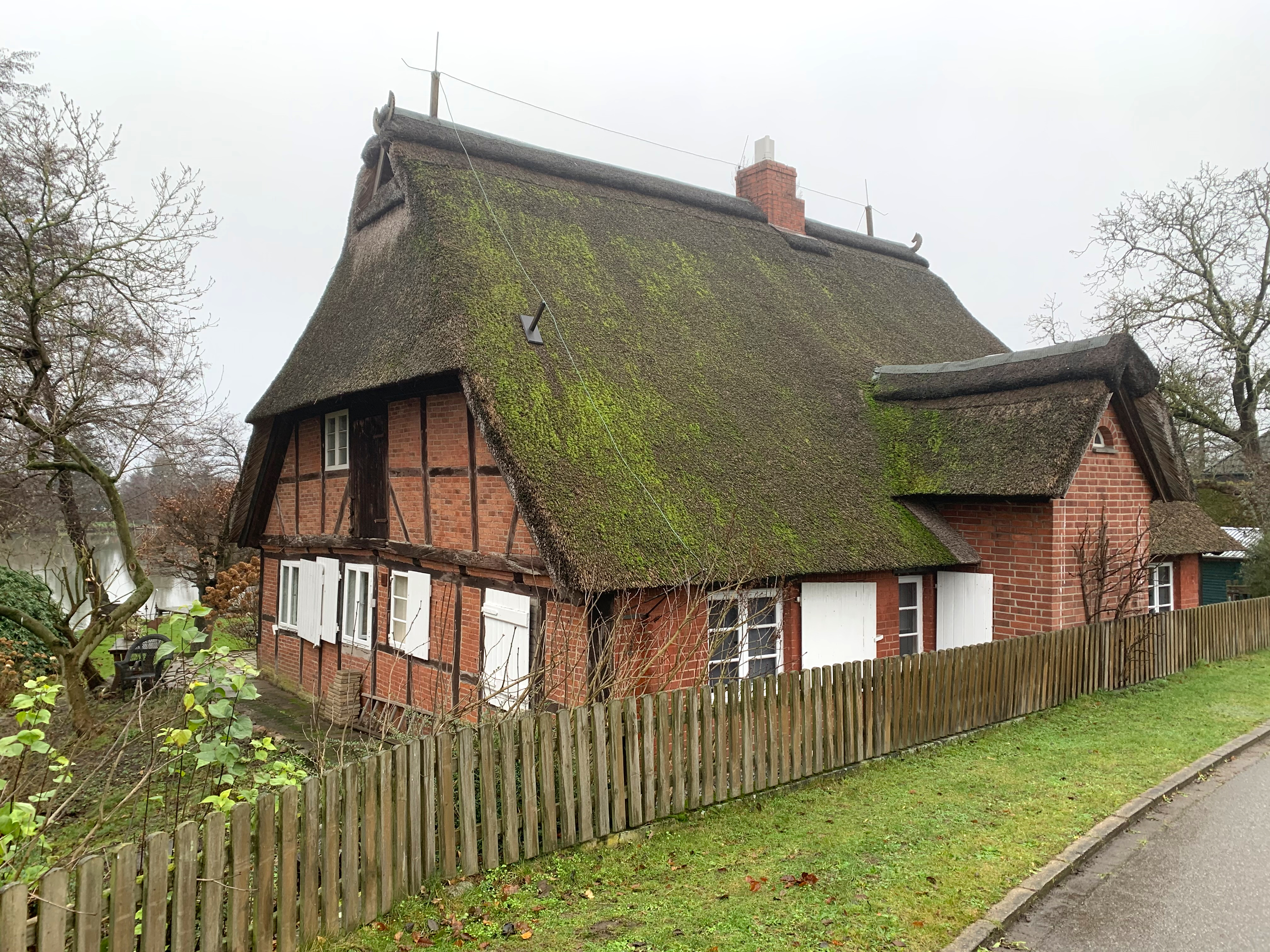
Denkmalgeschützte Räucherkate am Stöckter Deich

Der Ort Stöckte wurde erstmals 1252 als „Stokede“ urkundlich erwähnt.
Die 1877 gegründete Freiwillige Feuerwehr Stöckte feierte im Jahr 2002 ihr 125-jähriges Bestehen. Sie sorgt seitdem für den Brandschutz und die allgemeine Hilfe insbesondere auf örtlicher Ebene. Die Jugendfeuerwehr Stöckte gründete sich im Jahr 1973 und feierte 2023 ihr 50-jähriges Bestehen. Noch heute sind zwei Gründungsmitglieder in der Altersabteilung dieser Feuerwehr aktiv. Am 21. Mai 2016 wurde die Kinderfeuerwehr als Abteilung der Freiwilligen Feuerwehr Stöckte ins Leben gerufen.
Der Männer-Gesangverein „Augusta“ Stöckte konnte 1889 seinen Vereinsbetrieb aufnehmen. Ein Gastspiel von Johannes Brahms aus Hamburg als Chorleiter ist überliefert. Im Jahre 1964 benannte der Gesangverein sich in Gemischter Chor „Augusta“ Stöckte um, nachdem auch die ersten weiblichen Mitglieder aufgenommen wurden. Bedingt durch den Rückgang der Chormitglieder fusionierte man 1980 mit dem Chor aus dem Nachbarort Fliegenberg. Der Verein nannte sich nun Singgemeinschaft Stöckte – Fliegenberg. Nach einer weiteren Fusion mit dem Chor aus dem Nachbarort Hoopte heißt der örtliche Chor seit dem 26. Oktober 2006 Chorgemeinschaft Elbdeich.
Der Sportverein MTV Stöckte wurde 1914 gegründet und ging 1972 in den Hansa-Sportverein Stöckte über. Der örtliche Karnevalsverein Faslamsbrüder Stöckte hat seine Wurzeln im Jahr 1949 und gründete sich 1977 als eingetragenen Verein.
Am 1. Juli 1972 wurde Stöckte in die Kreisstadt Winsen (Luhe) eingegliedert.

### Stöckter Hafen

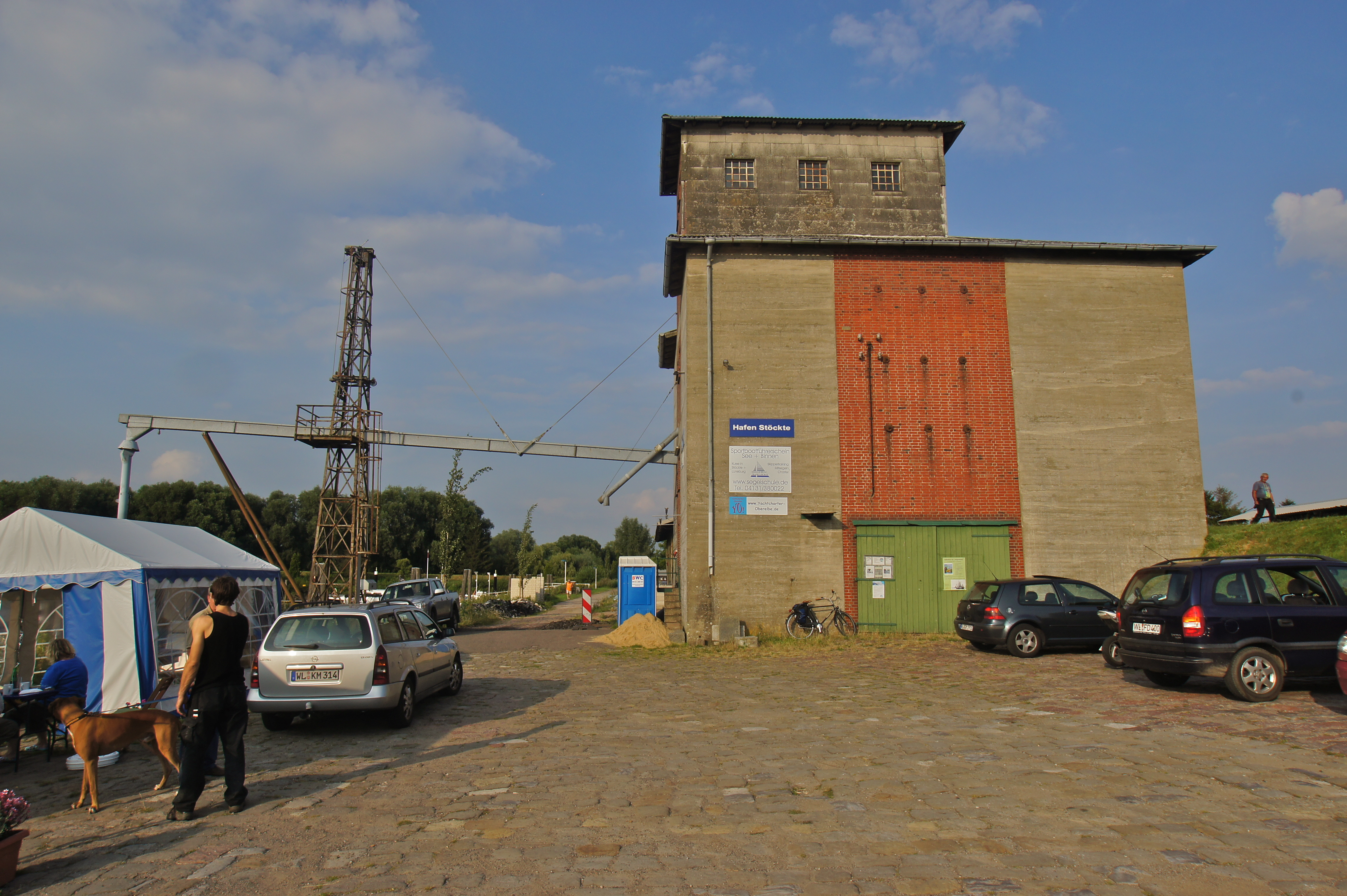
Der Stöckter Hafen

In den Jahren 1509 und 1529 kam es zu Deichbrüchen südöstlich der späteren Hoopter Schanze, wodurch ein Brack entstand. Im Frühjahr 1814 kam es zu einem weiteren Deichbruch. Nach dem Bau des Flügeldeichs zwischen Elbe und Ilmenau wurde das Brack schiffbar gemacht und in den Jahren 1887/1888 zur heutigen Größe ausgebaut. Im Jahre 1899 folgte die Ansiedlung der noch heute existierenden Schiffswerft August Eckhoff, die zunächst Holzschiffe und später Stahlschiffe herstellte.
Zunächst war der Hafen für Stöckter und Hoopter Gemüsebauern eine Möglichkeit, ihre Waren nach Hamburg zu transportieren. Auch der Umschlag von Kohle fand hier statt, weshalb 1905 ein Lagerschuppen am Südufer errichtet wurde. Im Jahre 1926 ließ die Zimmerei Bardowicks einen Kran errichten, Mitte der 1930er-Jahre folgte ein Kran im Auftrag des Stöckter Fuhrunternehmers Bernhard Rulfs am Westufer. Fortan wurden Holz aus Finnland für die Winsener Papierfabrik Eppen, Zucker aus Kuba für die Winsener Marmeladenfabrik, sowie Zucker der Zuckerfabrik Uelzen, Torf und Mauersteine umgeschlagen. Im Jahre 1938 entstand ein Silo für den Winsener Müllermeister Benthack am Südufer. Nach dem Zweiten Weltkrieg ließ die britische Besatzungsmacht mehrere Festmeter Holz aus dem Steller Buchwedel nach England verschiffen. Das Silo wurde 1955 erweitert. Nach der schweren Sturmflut 1962 wurde zwischen 1969 und 1976 das Ilmenausperrwerk an der Ilmenaumündung errichtet.
Im Jahre 1983 wurde der Stöckter Hafen von der Wasser- und Schifffahrtsdirektion Nord als Hafen entwidmet und ist seitdem nur noch ein privater Umschlaghafen. Seit den 1990er-Jahren liegt der Schwerpunkt auf Freizeitbooten. Im Jahre 2012 wurde der Lagerschuppen erweitert und zu einem Veranstaltungsraum umgebaut. Seit 2018 erfolgt ein Umbau des Silos.

## Politik
Der Ortsvorsteher ist seit Dezember 2016 Hans-Christian Wedemann.

## Wappen
| Wappen von Stöckte | Blasonierung: „In Silber (Weiß) über blauem Wellenschildfuß drei grüne beblätterte Rohrkolben.“ |
| Wappen von Stöckte | Wappenbegründung: Das Stöckter Wappen mit drei Rohrkolben im Wasser nimmt Bezug auf die Winsener Marsch sowie die ehemalige landwirtschaftliche Erwerbsquelle des Reetschneidens für die Dachdecker der Umgebung. |

## Regelmäßige Veranstaltungen
Der größte Faslams-Umzug Norddeutschlands findet jedes Jahr in Stöckte am Sonntag vor Rosenmontag statt und führt einmal nach Winsen (Luhe) und zurück. Die überregionale Bekanntheit des Festivals zieht jährlich rund 50.000 Besucher an. 2006 fand die Landesgartenschau in Winsen (Luhe) und damit auch in Stöckte statt. Der Tag der Niedersachsen war 2008 das Event in der städtischen Gemeinde.

## Infrastruktur
Die Bootshäfen und der Stöckter Hafen bieten Liegeplätze für Sportboote und sind oft Ausgangspunkt für manche Bootsfahrt auf der Elbe zwischen Hamburg und Lauenburg. Seit 2011 hat sich hier der Verein Stöckter Hafen e. V. gegründet, der sich die Förderung des Bekanntheitsgrades dieses Hafenbereiches zur Aufgabe gemacht hat.
Außerdem gibt es die Möglichkeit Bus zu fahren. Dies erleichtert den Zugang zum Winsener Bahnhof.